# كسرق
كسرق (بالفارسية: کسرق) هي قرية تقع في قسم روئين الريفي (مقاطعة إسفراين) في إيران. يقدر عدد سكانها بـ 406 نسمة بحسب إحصاء 2016.